# Western Cape Water Supply System

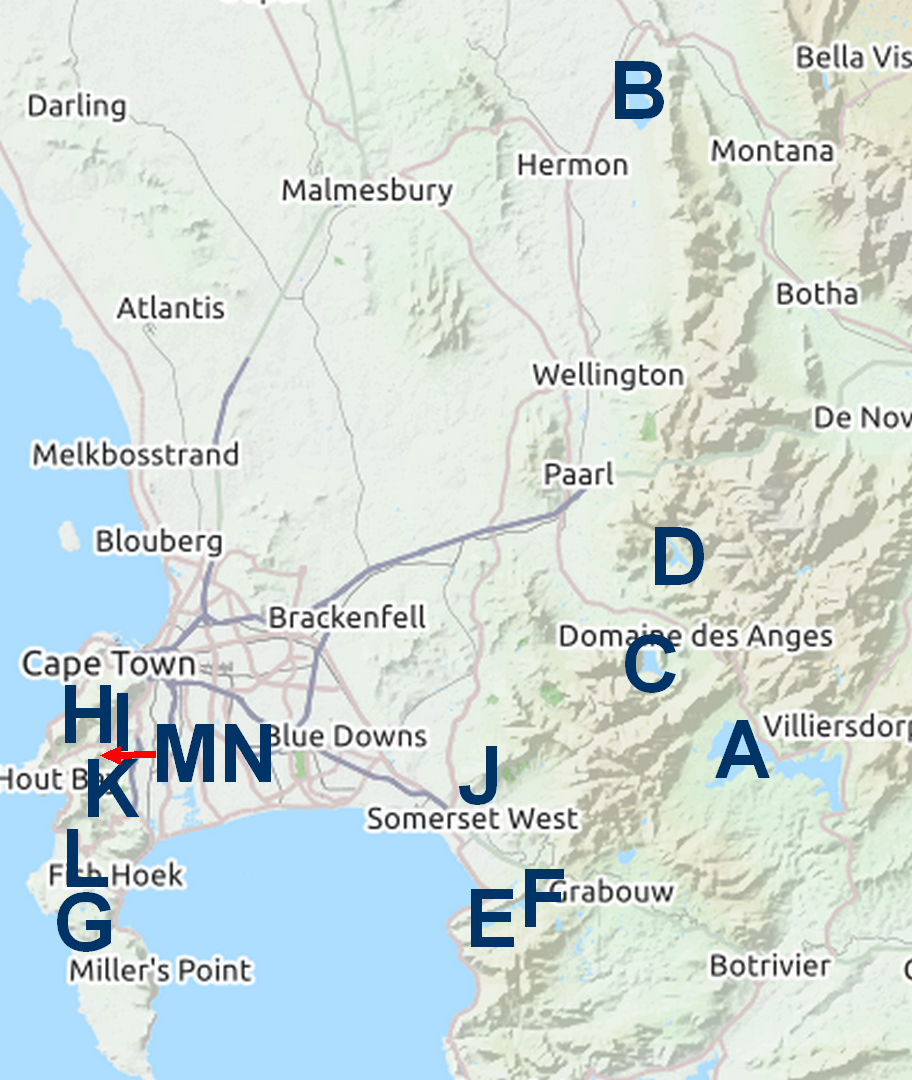
Standorte kleiner und größerer Trinkwassertalsperren im Western Cape Water Supply System.
Haupttalsperren:
A – Theewaterskloof, B – Voëlvlei, C – Berg River, D – Wemmershoek, E – Steenbras Lower, F – Steenbras Upper.
Kleine Staudämme:
G – Kleinplaats, H – Woodhead, I – Hely-Hutchinson, J – Land-en-Zeezicht, K – De Villiers, L – Lewis Gay, M – Victoria, N – Alexandra

Das Western Cape Water Supply System, abgekürzt WCWSS (deutsch etwa: „Wasserversorgungssystem der Provinz Western Cape“) ist eine Infrastruktur der öffentlichen Daseinsvorsorge Südafrikas in der Provinz Western Cape zur Versorgung von Städten und kleineren Gemeinden mit Trinkwasser und landwirtschaftlichen Bewässerungssystemen. Das WCWSS ist ein Komplex aus Staudämmen, Pipelines, Tunneln, Wasseraufbereitungsanlagen und Pumpspeichersystemen.

## Überblick
Der geographische Versorgungsbereich des WCWSS erstreckt sich auf folgende Regionen:
- Kapstadt (Verwaltungseinheit City of Cape Town)
- einige Städte in den Distriktgemeinden Overberg, Cape Winelands und West Coast
- Bewässerungssysteme entlang der Flüsse Berg River, Eerste River (zwischen Stellenbosch und Macassar) und Sonderend River.

## Geschichte
Die Region des heutigen Kapstadts mit ihren Tälern im sich anschließenden, landesinneren Bergland bildet die Keimzelle der Bewässerungswirtschaft für das heutige Südafrika, da sich hier zugleich der historische Ausgangspunkt der europäischen agrar- und siedlungsgeografischen Aktivitäten befindet. Seit der ersten europäischen Besiedlung ist die Austrocknung des Kaplandes und gesamt Südafrika in der Literatur beklagt und diskutiert worden. In älteren Reiseberichten, wie die von Campbell (1822),  Moffat (1842), Anderson (1856) oder Livingstone (1857) wurde über diesbezügliche Beobachtungen berichtet. In den ersten beiden Jahrzehnten des 20. Jahrhunderts gab es in der Kapregion erhebliche Dürrejahre, die vereinzelt durch kurze Niederschlagsperioden mit verheerenden Niederschlägen unterbrochen wurden. Es folgten darauf Jahre mit hohen jährlichen Niederschlagsraten. Diese Ereigniskette bewirkte einen starken Anstieg des Bewässerungsfeldbaus, besonders in den besiedelten Gebieten der Kleinen Karoo. Diese Entwicklung erzeugte auch einen Umdenken unter den Farmern, woraus sich eine Veränderung der Wassernutzungspraxis hin zu einer Kanal- und Furchenbewässerung mit dem Bau großer Staudämme ergab. Das angestrebte Ziel war dabei die Sicherung einer ganz- oder mehrjährigen Wasserversorgungsbasis für die Farmgebiete.
Die Drought Investigation Commission (1922–23) und weitere Arbeiten von T. E. W. Schumann mit W. R. Thomson (1934) sowie von B. de Loor (1948) haben sich eingehend mit den Niederschlagsverhältnissen und ihren Auswirkungen befasst, ohne diese mit Klimaveränderungen in einen Zusammenhang zu setzen. Verbreitete Aufmerksamkeit in der Forschung erhielten dagegen anthropogene Einflüsse auf die verminderte Niederschlagswirksamkeit bis in das 20. Jahrhundert hinein. In der zweiten Hälfte des 20. Jahrhunderts entwickelte sich zunehmend ein öffentliches Bewusstsein dafür, dass störende Einflüsse, wie beispielsweise schädliche Ackerbaumethoden und häufige, verheerend auftretende Dürreperioden die agrarwirtschaftlichen Verhältnisse stärker als bisher angenommen beeinflusst hatten. Interessanterweise konstatierten C. E. Tidmarsh (1948) und Kurt Kayser (1957), dass den von den Menschen ausgelösten „Klimaverschlechterungen“ eine makroklimatische Wirkung zukommt.
Um 1946 war die Wasserversorgung des Kaplandes von kleinteiligen Anlagen bestimmt, deren Schwerpunkt bei einer Vielzahl von Bohrungen (1946: 10.350; 1962: ca. 12.000) lag, davon waren 4775 mit Windrädern zwecks Förderung ausgestattet. Ferner bestanden etwa 19.000 kleinere oberirdische Wasserreservoirs in natürlichen Geländevertiefungen. Dort stauten die Nutzer das durch Quellen und Niederschläge aufkommende Wasser mittels Erddämmen an. Den Aufwendungen zum Bau größerer Staudämme standen in vielen Gegenden die hohe Verdunstungsrate sowie die erhebliche Geröllführung und Schwebstofffracht der Wasserläufe im Wege. Dagegen boten die Brunnenbohrungen durch eine überwiegend stabile Wasserversorgung in hoher Qualität eine vorteilhafte Alternative.
Mit steigendem Wasserbedarf durch die wirtschaftliche und demografische Entwicklung kam es 1956 zur Anpassung des bislang geltenden Wasserrechts. In deren Folge wurde es leichter, großräumliche Planungen für den Bedarf wasserwirtschaftlicher Anlagen zu betreiben. Daraus entstanden beispielsweise das Great Berg River and Saldanha Bay Water Supply Scheme unter Einbeziehung des Wemmershoek Dam und das Vogelvlei Water Conservation Scheme (heute Berg Water Management Area), zwei Wassergewinnungs- und schutzsysteme von grundlegender Zukunftswirkung für die Westkapregion.
Bis 1897 bestand die Wasserversorgung Kapstadts nur aus Entnahmestellen an natürliche Quellen, deren Nachteil es war, dass die Quellschüttung jahreszeitlichen Schwankungen unterlag. Die erste für Kapstadt errichtete Trinkwassertalsperre war der Woodhead Dam auf dem Tafelberg, dessen Inbetriebnahme im Jahre 1897 erfolgte.

## Komponenten
Die Hauptwasserspeicher sind 6 Staudämme:
- Berg River Dam am Berg River (Kapazität: 130.010 Megaliter – Millionen Liter),

in Betrieb gegangen 2009. Es gab einen Vorgängerbau, der 1897 seinen Betrieb aufnahm und Skuifraam Dam hieß. Die Verwaltung erfolgt durch die City of Cape Town.
- Steenbras Dam-Lower am Steenbras River (Kapazität: 33.517 Megaliter),

in Betrieb gegangen 1921. Er wurde von Kapstadt und anderen Gemeinden geschaffen und fiel später deshalb in die Verwaltung der Greater Cape Town Municipality.
- Steenbras Dam-Upper am Steenbras River (Kapazität: 31.767 Megaliter),

in Betrieb gegangen 1977 und wird von der City of Cape Town betrieben. Hier befindet sich das Pumpspeicherwerk Steenbras pumped storage scheme, das Elektroenergie erzeugt und in das nationale Netz abgibt.
- Theewaterskloof Dam am Sonderend River (Kapazität: 480.188 Megaliter),

Dieser Staudamm ist der mit Abstand größte Wasserspeicher im WCWSS und erhält sein Wasser aus zahlreichen Zuflüssen seiner Umgebung. Zusätzlich wird ihm Wasser aus dem Berg River Dam zugeleitet, da der Berg River zeitweilig einen hohen Wasserstand hat. Ein ausgedehntes Tunnelsystem von über 30 Kilometer Gesamtlänge leitet durch die Franschhoek-, Groot Drakenstein- und Stellenbosch-Berge Wasser über den Kleinplaas Balancing Dam als Zwischenspeicher nach Kapstadt.
- Voëlvlei Dam am Voelvlei River (Kapazität: 164.095 Megaliter),

in Betrieb gegangen 1971 und wird vom Department of Water and Sanitation betrieben.
- Wemmershoek Dam am Wemmers River (Kapazität: 58.644 Megaliter),

in Betrieb gegangen 1957 und wird von der City of Cape Town betrieben.
- Misverstand Weir, ein Ableitungswehr am Unterlauf des Berg River bei Piketberg zur Versorgung von Agrarbewässerungsgebieten im Umfeld von Vredenburg und Saldanha. Es besteht eine Wasserzuführung zur Withoogte-Wasseraufbereitungsanlage.[16]

Weitere, kleinere Wasserreservoirs sind:

Im Bereich des Tafelbergs:
- Woodhead Dam (1893–1897[17]),
- Hely Hutchinson Dam,
- Victoria Dam,
- Alexandra Dam,
- De Villiers Dam.[13]

Bei Simon’s Town liegend:
- Kleinplaats Dam,
- Lewis Gay Dam.

Beide Stauseen dienten ursprünglich nur der Versorgung von Simon’s Town, wurden jedoch 1997 im Zuge einer regionalen Verwaltungsreform an das Wasserversorgungssystem von Kapstadt angeschlossen.

## Galerie

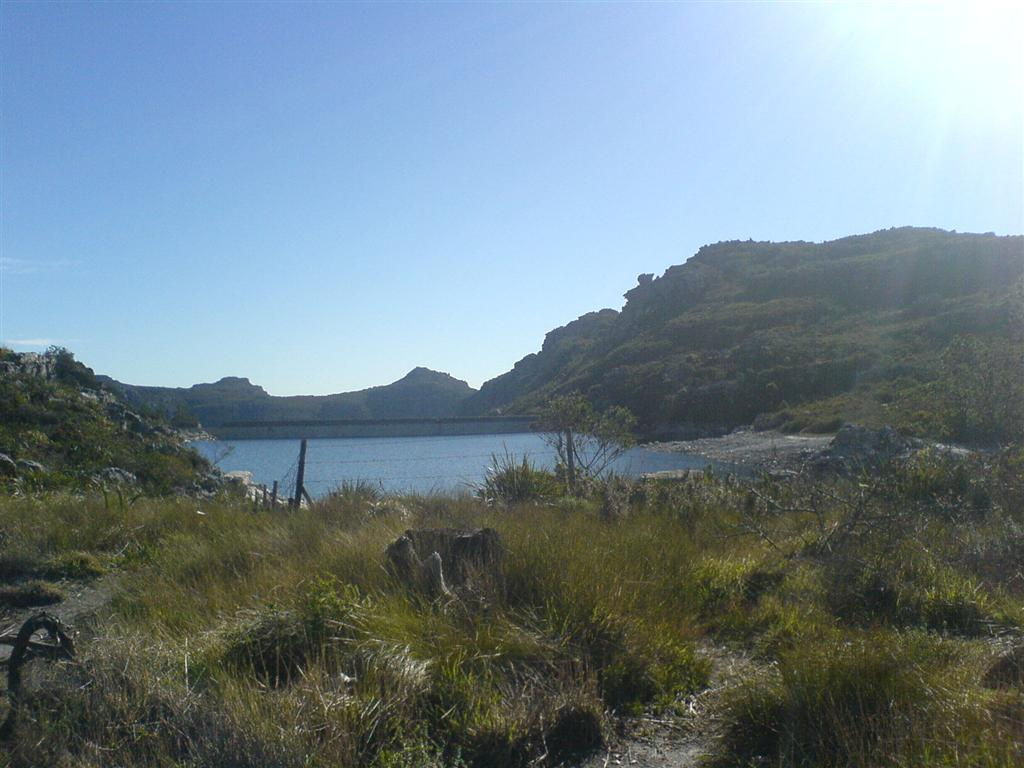
De Villiers Dam (Tafelberg)
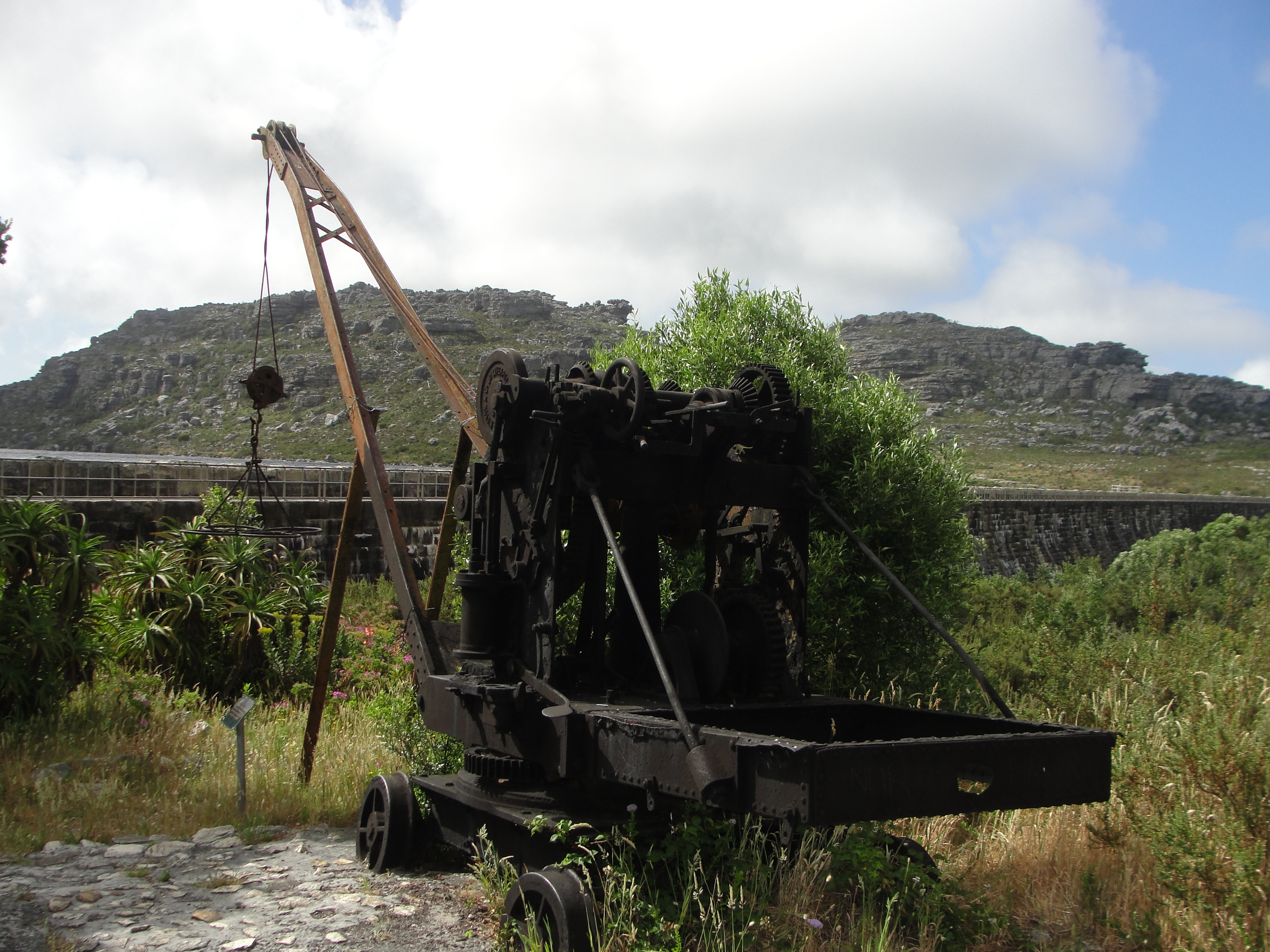
Hely Hutchinson Dam (Tafelberg)
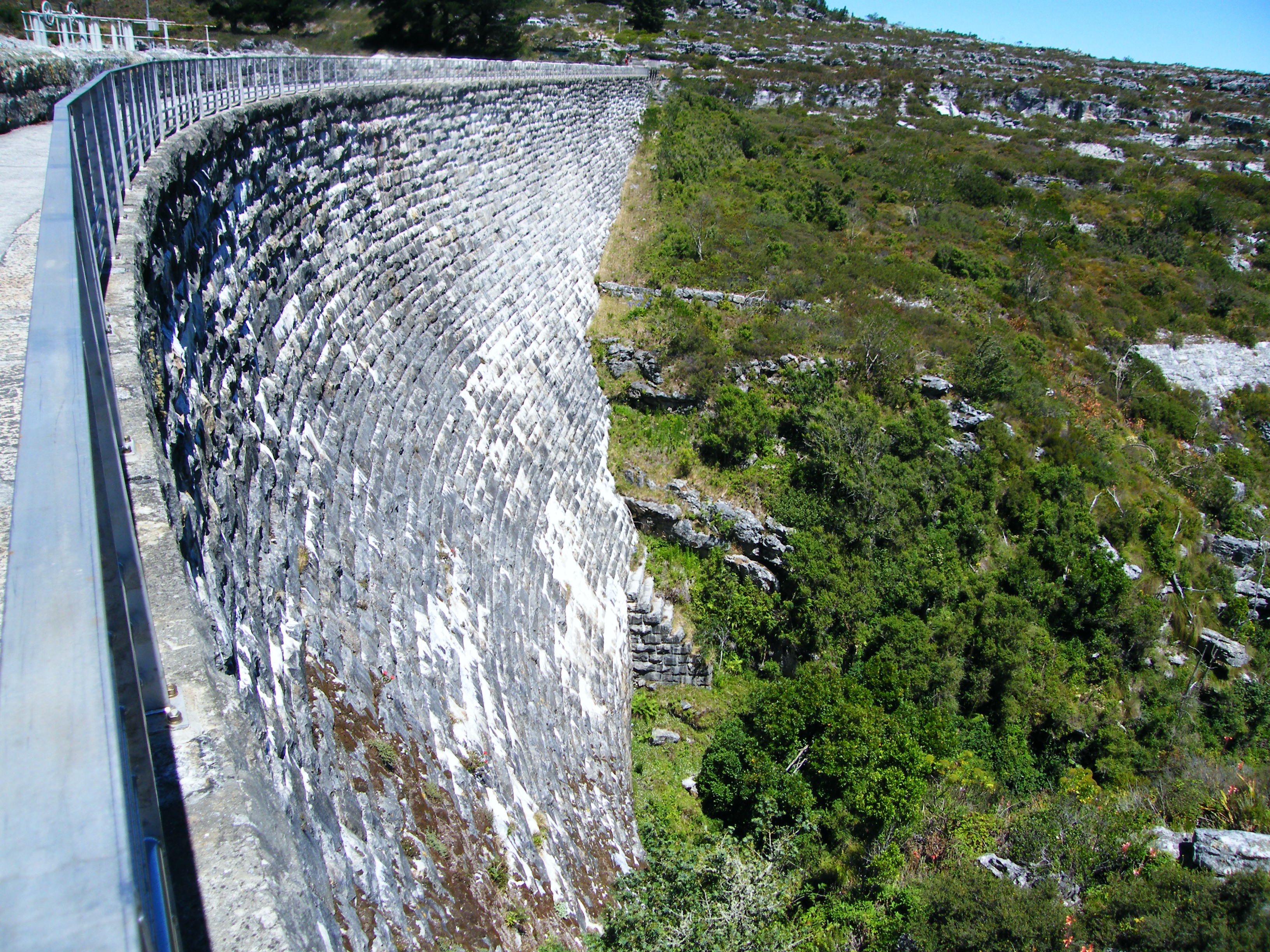
Woodhead Dam (Tafelberg)
Berg River Dam
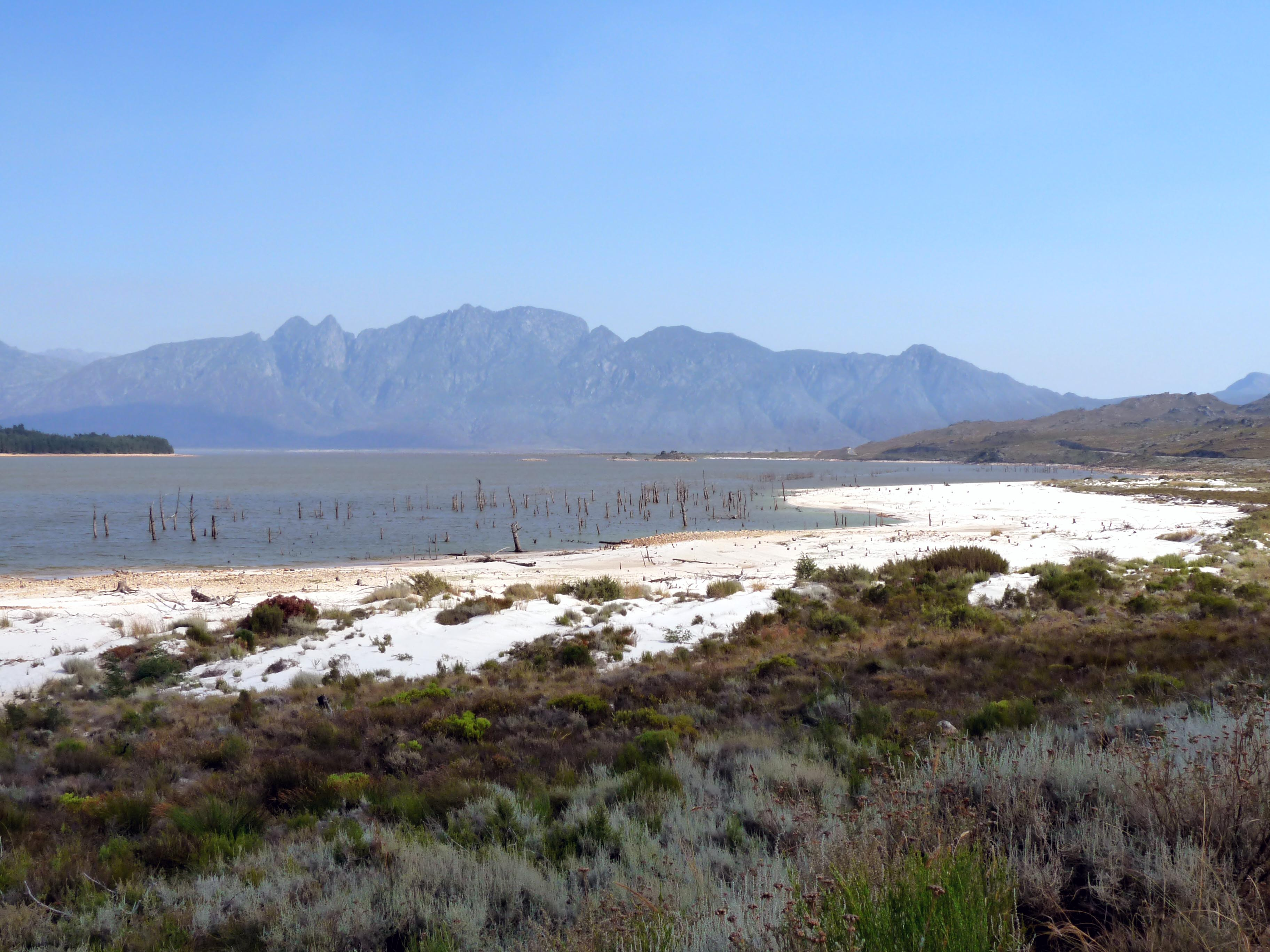
Theewaterskloof Dam
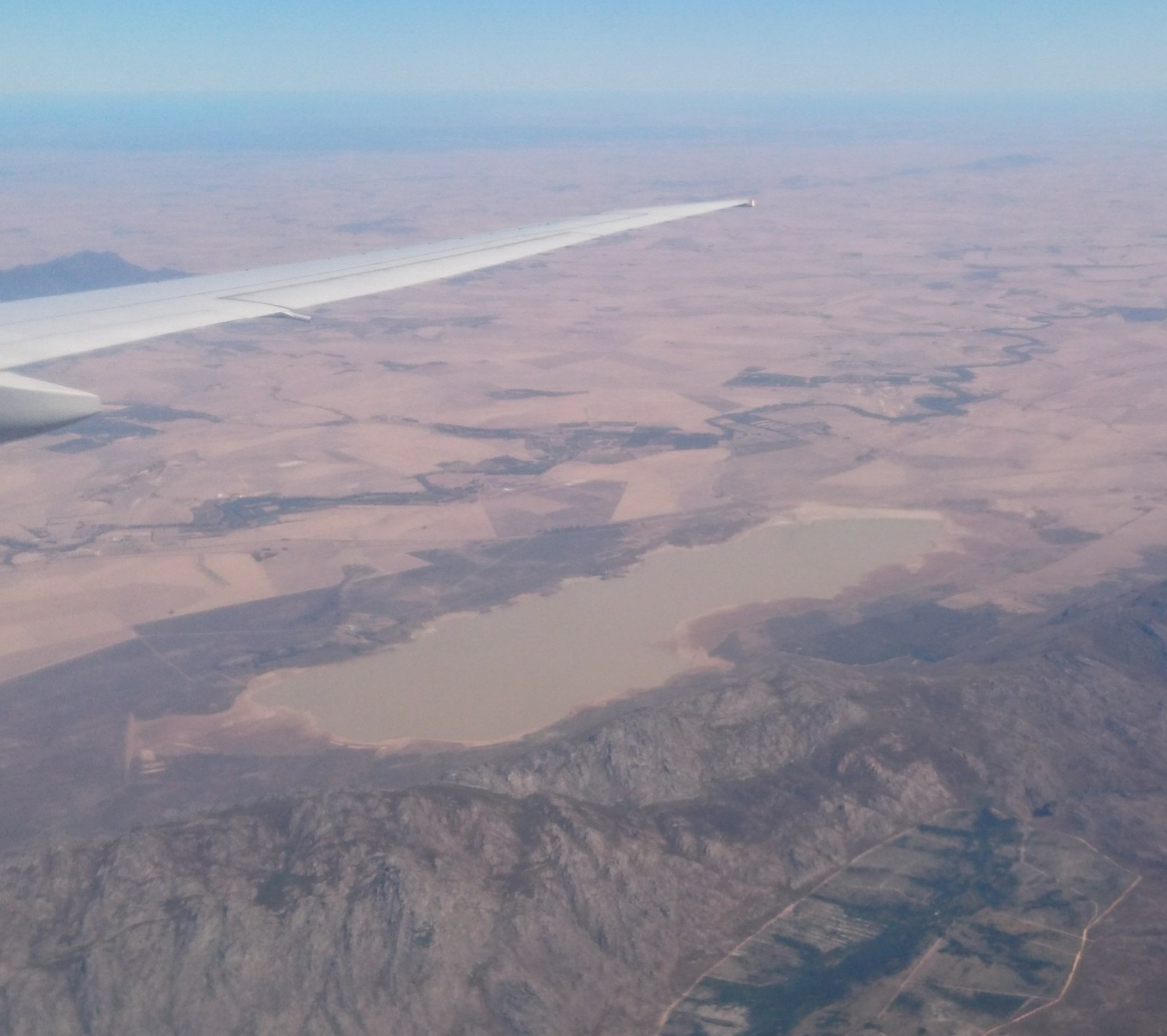
Voëlvlei Dam
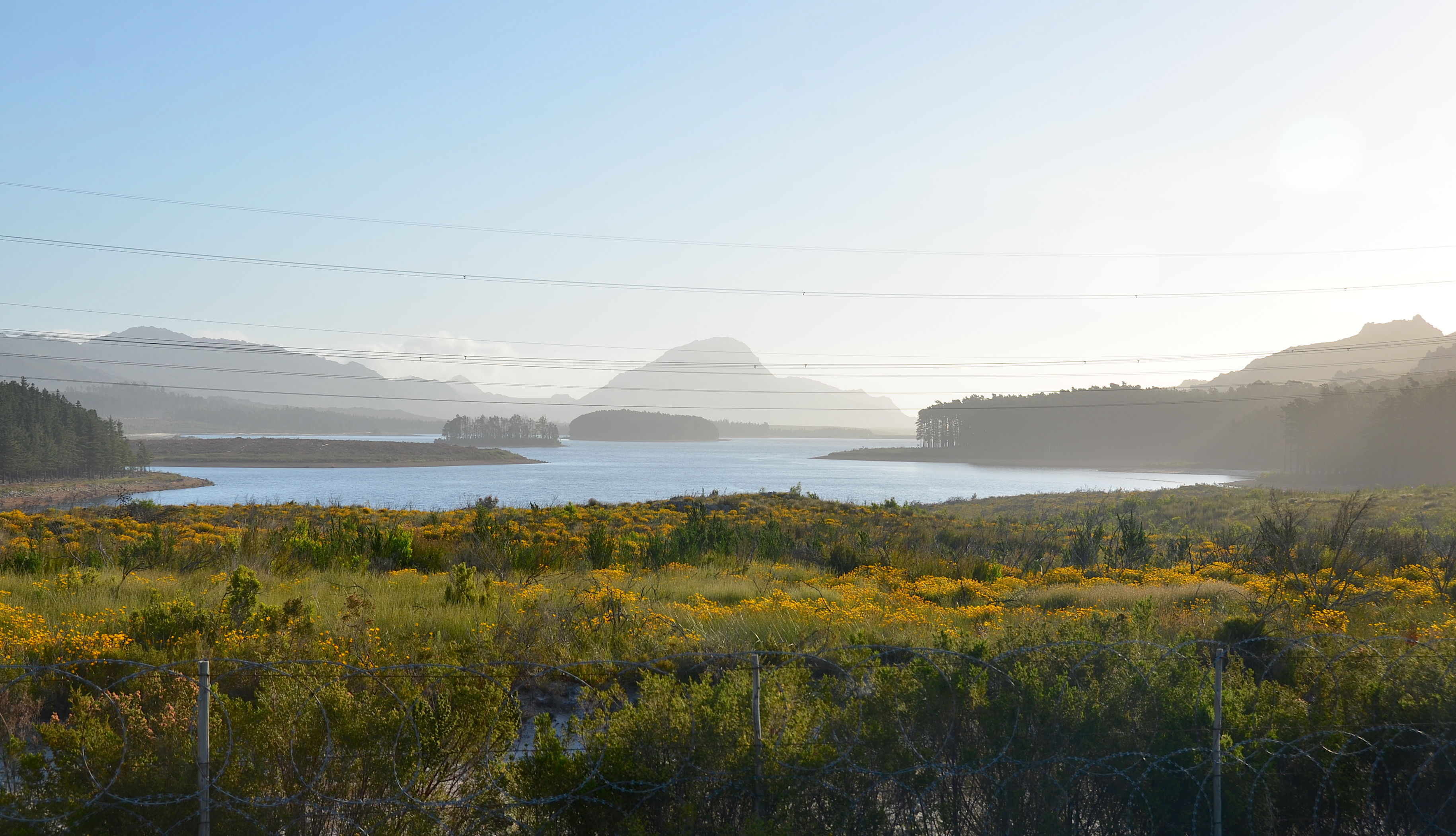
Steenbras Dam